# سن دوآن
سن دوآن (انگلیسی: Sen Dōan; ۱ ژانویهٔ ۱۵۴۶ – ۱ ژانویهٔ ۱۶۰۷) یک استاد مراسم چای ژاپنی و بزرگترین پسر سن نو ریکیو استاد معروف چای ژاپنی، اهل ژاپن بود.